# Maria Paris
Maria Paris, nome d'arte di  Maria Rosaria Pariso (Napoli, 6 agosto 1932 – Napoli, 3 maggio 2018), è stata una cantante italiana.

## Biografia
Inizia a cantare giovanissima, debuttando nel 1945 con la compagnia musicale "Biancaneve" e, nello stesso anno, come Maria Paris, prende parte alla rivista di Armando Gill diretta da E. A. Mario.
Nel 1947, staccatasi definitivamente dalla compagnia Biancaneve, si unisce alla formazione di Riccardo Billi e Elena Quirici e va in scena con la rivista Punto e a capo. Nello stesso anno, è una delle protagoniste della rivista "Ora comincia la sventura" con i fratelli Gennaro, Nino e Renato Di Napoli. Nel 1949, si unisce alla compagnia di Pasquale Pinto con Trottolino e debutta con la rivista "Se son rose canteranno".
Nel 1953 si esibisce alla radio con l'Orchestra Anepeta e vince la Maschera d'Argento come miglior interprete femminile dell'anno.
Oltre al Festival della Canzone Napoletana (che vince nel 1955 con  'E stelle 'e Napule e nel 1963 con Jammo jà), ha partecipato al Festival della Canzone Italiana a Parigi, al Festival salernitano della Canzone, al Festival della Canzone città di Roma (3º premio con il motivo Teatrino di provincia), al Festival Due Voci e una Canzone di Montecatini (3º premio con il motivo Tricche trì tricche trà), al Festival napoletano di New York, a Canzonissima (con i brani Viene viene ammore e 'A frangesa), al Giugno della Canzone Napoletana nel 1961, a molti programmi televisivi e ai concorsi di Piedigrotta. Al cinema, ha preso parte ai film Tuppe-tuppe, Marescià! e Te sto aspettanno e a molte colonne sonore. A teatro è stata protagonista di molte riviste, in particolare quelle firmate da Armando Curcio Carosello napoletano e Tarantella napoletana.
Ha partecipato a 12 Festival di Napoli:
- 1954, dove ha cantato 'O core vo fa sciopero e L'ammore vo gira'   ripetute da Carla Boni e Mannaggia o suricillo ripetuta da Katyna Ranieri.
- 1955, dove ha cantato 'E stelle 'e Napule[2] (vincitrice) ripetuta da Gino Latilla e Carla Boni e Me songo 'nnammurato e Luna janca ripetute da Achille Togliani.
- 1958, dove ha cantato Tuppe-tuppe, Mariscià[3] (arrivata seconda) e Masto Andrea ripetute da Nicla Di Bruno.
- 1959, dove ha cantato Sta Miss 'Nciucio ripetuta da Aurelio Fierro e Napulione e Napule ripetuta da Germana Caroli.
- 1960, dove ha cantato Un urlatore a Napoli ripetuta da Corrado Lojacono ed 'O prufessore e Carulina ripetuta da Wilma De Angelis.
- 1961, dove ha cantato Cavalluccio 'e mare ripetuta dal Quartetto Radar ed 'O cunfessore ripetuta da Teddy Reno.
- 1962, dove ha cantato  'O destino ripetuta da Luciano Tajoli,  'O scarpariello ripetuta da Claudio Villa e Sinceramente ripetuta da Enzo Jannace.
- 1963, dove ha cantato Jammo jà (vincitrice) ripetuta da Claudio Villa, 'A fenesta 'e rimpetto  ripetuta da Narciso Parigi e Stanotte nun sunnà ripetuta da Rossana.
- 1965, dove ha cantato È Frennesia[4] ripetuta da Mario Trevi, Nu saluto ripetuta da Franco D'Ambra e Vulesse nu favore ripetuta da Aurelio Fierro.
- 1966, dove ha cantato Ciente catene ripetuta da Mario Merola e P'e' strade 'e Napule ripetuta da Wilma Goich.
- 1967, dove ha cantato Pulecenella 'o core e Napule (arrivata terza) ripetuta da Aurelio Fierro e Freva 'e gelusia ripetuta da Mario Merola.
- 1968, dove ha cantato Bandiera bianca (arrivata seconda) ripetuta da Sergio Bruni, Meno 10 meno 5 meno 4 meno 3 con Giacomo Rondinella e ripetuta da Luciano Lualdi e Mo levo o nun mo levo ripetuta da Giacomo Rondinella.

Tra i suoi altri grandi successi, si ricordano: Canzona appassiunata, Che t'aggia dì, Perdoname, Core bersagliere, L'addio, Mandulinata a Napule,  'A cartella 'e rendita, Passione, Tammurriata d'autunno,  'Nu poco 'e sentimento, Tarantella internazionale, Totonno 'o piscatore,  'A bonanema e l'ammore,  'A cartulina 'e Napule, Munasterio 'e Santa Chiara ed  'O cunto 'e Mariarosa e Nanninella allessaiola, canzone di Alberto Sciotti con la quale la Paris si aggiudica il 1º Festival del Pulcinella d'Oro.
Dopo la performance al Festival di Napoli del 1968, all'apice del successo, annuncia il suo ritiro a vita privata per motivi familiari.

## Discografia parziale

### Singoli
- 1949 – Me ne moro/Scalinatella (Phonotype, 9440)
- 1949 – Pizzeche e vase/Nun ce o dicite (Phonotype, 9590)
- 1949 – Senza parlà/Pusilleco nsentimento (Phonotype, 9595)
- 1950 – Persiane/Bellu sciore (Vis Radio, Vi 4183)
- 1951 – A vocca 'e Cuncettina/'Ncantesimo (Vis Radio, Vi 4321)
- 1951 – 'A zarellara/Sette bellizze (Vis Radio, Vi 4326)
- 1951 – Comme facette mammeta?/Anema e core (Vis Radio, Vi 4362)
- 1951 – 'E zucculille/Perdoname (Vis Radio, Vi 4363)
- 1952 – Quattro passi pè Tuledo/Masciata 'e gelusia (Vis Radio, Vi 4565)
- 1953 – Qualcuno cammina/Papà pacifico (con Trio Vocale Vis) (Vis Radio, Vi 4667)
- 1953 – L'altra/Il passerotto (con Trio Vocale Vis) (Vis Radio, Vi 4669)
- 1953 – Buona sera/Papà pacifico (con Trio Vocale Vis) (Vis Radio, Vi 4670)
- 1953 – Vasame e va/Tutt'azzurro (Vis Radio, Vi 4793)
- 1953 – Dint''o bosco/'A fraulella (Vis Radio, Vi 4802)
- 1953 – Nun tene core/'O core a purtualle (Vis Radio, Vi 4805)
- 1955 – Me songo 'nnamurato/Luna chiara (Vis Radio, Vi 5305)
- 1955 – 'E stelle 'e Napule/Napule sott'e 'ncoppa (Vis Radio, Vi 5307)
- 1955 – 'A lattara/'N'auceluzzo (Vis Radio, Vi 5365)
- 1955 – Zuccarella/Mariannì si o può sapè (Vis Radio, Vi 5366)
- 1955 – Core bersagliere/'Nu vasillo a pizzichillo (Vis Radio, Vi 5367)
- 1955 – 'Na vela/Sole giallo (Vis Radio, Vi 5369)
- 1955 – 'E tre figliole/Gennariello americano (Vis Radio, Vi 5370)
- 1955 – Cartella 'e rendita/Chiove 'e ghiesce 'o sole (Vis Radio, Vi 5371)
- 1955 – 'O vicariello/'O core 'e Nunziatina (Vis Radio, Vi 5372)
- 1955 – Maria modernità/Friccecarella (Vis Radio, Vi 5373)
- 1955 – Canzuncella a Margellina/Bella campagnola (Vis Radio, Vi 5374)
- 1955 – Sciollà/Carruzzella (Vis Radio, Vi 5375)
- 1956 – Pesca Pascà/L'elezione 'mparaviso (Vis Radio, Vi 5566)
- 1956 – E vienetenne ammore!/Siente siè (Vis Radio, Vi 5567)
- 1956 – Io mammeta e tu/Enzo e Fonzo (Vis Radio, Vi 5568)
- 1956 – Giuvanne cu 'a chitarra/Nè guagliò (Vis Radio, Vi 5569)
- 1956 – Nè guagliò/Enzo e Fonzo (Vis Radio, Vi 5605)
- 1957 – Lazzarella/Stellamarina (Vis Radio, ViMQN 36037)
- 1957 – Passiggiatella/Cantammola sta canzone (Vis Radio, ViMQN 36038)
- 1957 – 'O treno d''a fantasia/Storta va deritta vene (Vis Radio, ViMQN 36039)
- 1958 – Tuppe tuppe mariscia'/Masto Andrea (Vis Radio, ViMQN 36142)
- 1958 –  'Nu tantillo 'e core/Piedigrotta a Broadway (Vis Radio, ViMQN 36266)
- 1958 – Bambulella/'O cusettore (Vis Radio, ViMQN 36291)
- 1958 – Napulitan tango/Vurria 'na canzuncella (Vis Radio, ViMQN 36326)
- 1958 – Tuppe tuppe Mariscià/Masto Andrea (Vis Radio, Vi 6173)
- 1959 – Lì per Lì/Una marcia in fa (Vis Radio, Vi 6292)
- 1959 – Ma baciami/Il nostro refrain (Vis Radio, Vi 6293)
- 1959 – Sta miss 'nciucio/'O destino 'e ll'ate (Vis Radio, Vi 6346)
- 1959 – Una marcia in fa/Lì per lì (Vis Radio, ViMQN 36342; lato A cantato insieme a Tony Cucchiara)
- 1959 – 'A cartulina 'e Napule/Ninì Tirabusciò (Vis Radio, ViMQN 36325)
- 1959 – 'O cunto 'e Mariarosa/Canzuncella pè furastiere (Vis Radio, ViMQN 36383)
- 1959 – Guappetiello/'A sfinge (Vis Radio, ViMQN 36387)
- 1959 – Neh guagliò!/Enzo e Fonzo (Vis Radio, ViMQN 36438)
- 1959 – Napulione 'e Napule/Stella furastiera (Vis Radio, ViMQN 36474)
- 1959 – Sta miss 'nciucio/'O destino 'e ll'ate (Vis Radio, ViMQN 36475)
- 1959 – Rancefellone/Napulitanella (Vis Radio, ViMQN 36495)
- 1960 – 'O prufessore 'e Carulina/S'è avutato 'o viento (Vis Radio, Vi 6430)
- 1960 – Un urlatore a Napoli/Segretamente (Vis Radio, ViMQN 036595)
- 1960 – 'O prufessore 'e Carulina/S'è avutato 'o viento (Vis Radio, ViMQN 036596)
- 1960 – 'A tazza 'e cafè/Comme facette mammeta? (Vis Radio, ViMQN 36653)
- 1960 – Carcioffolà/L'addio (Vis Radio, ViMQN 36695)
- 1960 – Luna lu'/'O risciò (Vis Radio, VLMQN 0560030)
- 1961 – Cavalluccio 'e mare/'O cunfessore (Vis Radio, VLMQN 056083)
- 1961 – Viene viene ammore/Luna e Marechiaro (Vis Radio, VLMQN 056097)
- 1961 – 'A frangesa/Dduje paravise (Vis Radio, VLMQN 056130)
- 1962 – 'O destino/Nun se pò maie sapè (Vis Radio, VLMQN 056143)
- 1962 – 'O scarpariello/Dice 'a gente (Vis Radio, VLMQN 056144)
- 1962 – Sinceramente/Viene viene ammore (Vis Radio, VLMQN 056147)
- 1963 – Jammo jà/'E frutte 'e mare (Vis Radio, VLMQN 056217)
- 1963 – Stanotte nun sunnà/'A fenesta 'e rimpetto (Vis Radio, VLMQN 056223)
- 1964 – Acqua chiara/Stasera te ne vaie (Vis Radio, VLMQN 056272)
- 1965 – 'Nu saluto/Vulesse 'nu favore (Vis Radio, VLMQN 056320)
- 1965 – E' frennesia/Maie pe' me (Vis Radio, VLMQN 056325)
- 1966 – Ciento catene/Pe' strade 'e Napule (Vis Radio, VLMQN 056371)
- 1967 – Pulecenella, 'o core 'e Napule/Freva 'e gelusia (Vis Radio, ViMQN 36945)
- 1968 – Meno 10 meno 5 meno 4 meno 3/Amalfi (Cja records, CQ 1600; lato A cantato insieme a Giacomo Rondinella; lato B canta Giacomo Rondinella)
- 1968 – M''o levo o nun m''o levo/'O marito americano (Cja records, CQ 1603)
- 1968 – Bandiera bianca/L'urdema notte (Cja records, CQ 1604)

### EP
- 1954 – Maria Paris ('A zè maesta/Kinghi Kinghi e Kinghi Ku/Totonno 'o piscatore/I' stongo a 'o primmo piano) (Vis Radio, ViMQ 14006)
- 1955 – Maria Paris ('A cartulina 'e Napule/Ninì Tirabusciò/Carcioffolà/Canzuncella p''e furastiere) (Vis Radio, ViMQ 14034)
- 1955 – Maria Paris (E stelle 'e Napule/Maruzzella/'O ritratto 'e Nanninella/Ce vò 'o prevete e 'o cumpare) (Vis Radio, ViMQ 14039)
- 1959 – Maria Paris (Napulione 'e Napule/Stella furastiera/Sta miss 'nciucio/'O destino 'e ll'ate) (Vis Radio, ViMQ 14168)

### Album
- 1964 – Souvenir de Naples (Vis Radio, ViMT 08413)
- 1967 – Maria Paris (Vis Radio, ViMT 2014)
- 1977 – Tuppe tuppe mariscia' (Vis Radio, ViMT 3307)

## Filmografia
- Tarantella napoletana, regia di Camillo Mastrocinque (1954)
- Te sto aspettanno, regia di Armando Fizzarotti (1956)
- Tuppe tuppe, Marescià!, regia di Carlo Ludovico Bragaglia (1958)